# Francesc Ametller i Perer
Francesc Ametller i Perer   (Castellar del Vallès, 1657 - Madrid, 9 d'octubre de 1726) fou un jurista i polític català filipista, pare d'Oleguer d'Ametller i Pescio.
Abans de la Guerra de Successió, Ametller era un funcionari reial i jurista de l'Audiència. El 1706, sent regent de Felip V a Mallorca, la capital balear fou presa per les tropes de l'arxiduc Carles el que l'obligà a l'exili a Castella, on és nomenat Conseller reial d'aquell regne. El 1713 tornà a Catalunya amb els exèrcits borbònics actuant com a conseller del màxim cap militar, en aquell moment el duc de Pòpuli, i posteriorment el duc de Berwick. Doblegada la capital l'11 de setembre de 1714, Ametller entrà a formar part de la Junta Superior de Gobierno y Justicia. Per gratificar-li els serveis prestats, Felip V el nomenà cavaller. Francesc Ametller i el president de la junta José Patiño, foren els assessors més destacats del Consell de Castella, especialment amb relació a la política a aplicar al Principat. Les seves propostes es veurien plasmades en el Decret de Nova Planta, del qual en fou ponent. Després se n'anà a viure definitivament a Madrid, des d'on més d'una vegada va assessorar les noves autoritats del principat quan aquestes li demanaven.

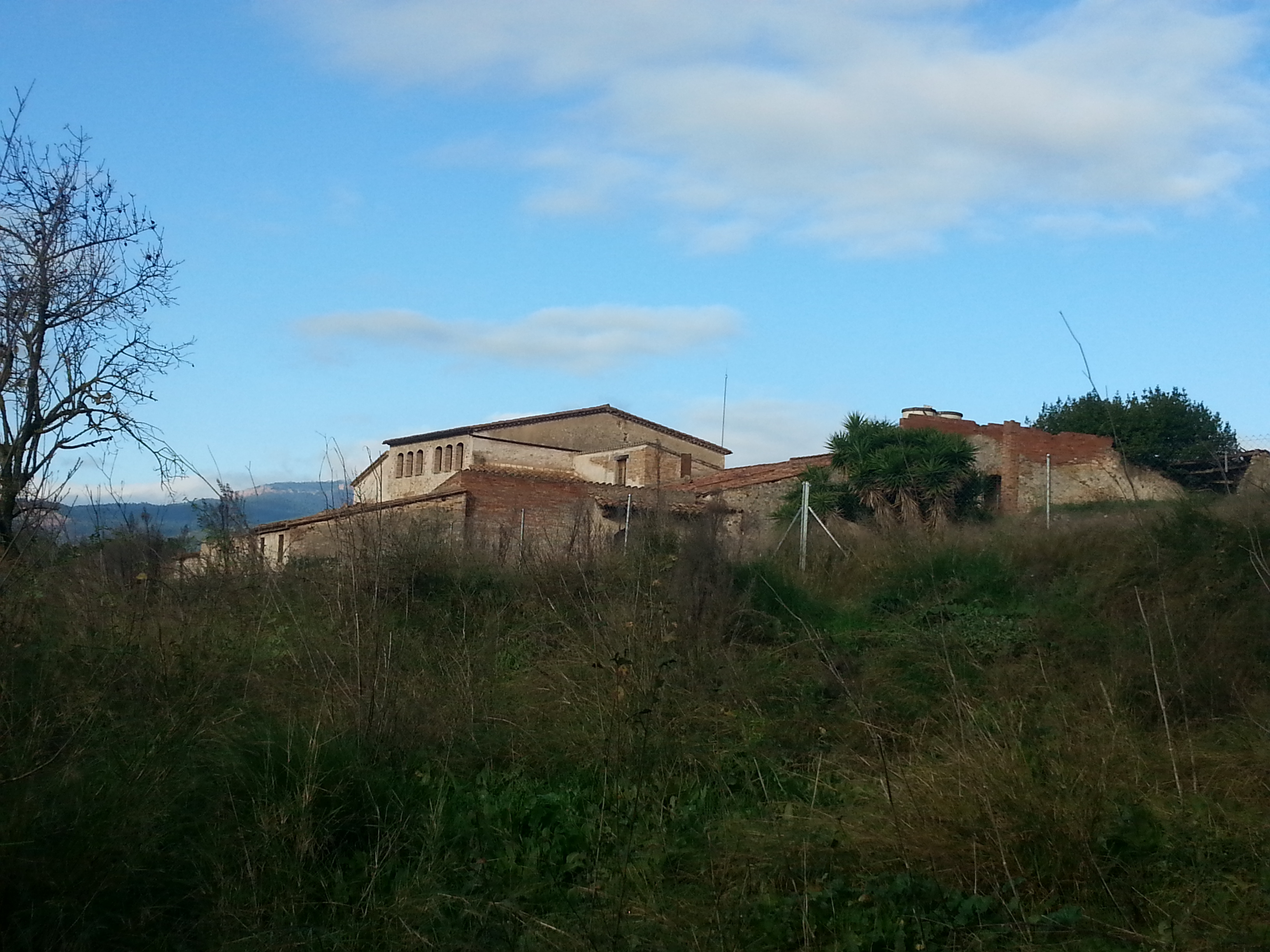
Ca n'Ametller a Castellar del Vallès, lloc de naixement de Francesc Ametller

## Biografia

### Infància
Francesc Ametller i Perer va néixer a Castellar del Vallès en una data indeterminada entre 1657 i 1658. Era l'únic fill d'una família camperola benestant, i per tant, l'hereu del patrimoni familiar, el mas Ametller. S'educaria dins l'adscripció pagesa dels seus progenitors. La família provenia de la pagesia benestant sorgida de la concentració de terres, i que va veure consolidat el seu estatus a finals del segle xv amb la sentència arbitral de Guadalupe de 1486. Aquesta adscripció al món rural del Vallès del segle xvii es mantindria, encara que la carrera professional el portés a viure a Barcelona. De fet, el contracte de masoveria del mas de 1691 hi ha clares referències a aquest fet i, fins i tot, hi ha proves documentals que demostren que Ametller visitava les seves terres, especialment a l'inici de l'estiu per la festivitat de Sant Joan.

### Carrera jurídica
No hi ha cap dada prèvia a l'ingrés de Francesc Ametller a la Universitat de Barcelona on es forma en dret civil i dret canònic. Alguns historiadors, apuntalen que l'estudi de les lleis era un excel·lent instrument per provocar un ascens social, especialment, si s'optava per la carrera administrativa al servei de la Corona. Probablement, aquest fou el motiu que motivà a Francesc a deixar els seus orígens rurals i enrolar-se en el món de la judicatura. Es té constància que Francesc ja exercia el 1680 com a advocat en el Reial consell de Catalunya, així com en altres tribunals i a la Diputació de Barcelona. Les primeres dades, ens mostren que Ametller, exercí durant vuit anys de relator de contencions i com a assessor del Tribunal Breu Apostòlic, coincidint amb el període en el qual el seu familiar i amic Oleguer de Montserrat (qui després seria bisbe d'Urgell) exercia la cancelleria. Aquest tribunal era un important instrument de la corona que permetia jutjar membres del clergue acusats de delictes atroços. Segons els historiadors, els juristes triats per exercir els càrrecs del tribunal havien de ser fidels defensors de la causa reial.
Les dades històriques mostren que Ametller era catedràtic des de l'any 1689. De la mateixa manera, es té constància que la primera vegada que Ametller sol·licita un càrrec a la judicatura és el 1691, quan aspirava a ocupar una plaça civil vacant i en cas de ser denegada, sol·licitava la de jutge de cort (equivalent a un jutge de la sala del penal en l'actualitat) o a la plaça d'assessor de la Batllia de Catalunya. L'any 1695, ocupà el càrrec d'advocat fiscal de la Cúria eclesiàstica, probablement gràcies de nou a la influència d'Oleguer de Montserrat. També es té constància que exercí el càrrec de jutge ordinari i assessor de la baronia i marquesat de Vélez. Durant el setge de Barcelona de 1697 fou nomenat lloctinent i que el 1698 ingressà a l'Audiència com a jutge de la cort, la forma més usual d'accés a la magistratura catalana. Alguns historiadors apunten que l'any 1701, Ametller ocupava una plaça civil a la magistratura, però aquesta dada ha estat objecte de polèmica i no s'ha pogut contrastar.

### Família
Francesc Ametller va contraure matrimoni en 4 ocasions. El seu ascens en l'escala social, li va permetre contraure matrimoni amb Raimunda Pesso i Montserrat l'any 1681, i això li va permetre entrar dins una benestant família de funcionaris de l'administració reial. De fet, Raimunda era filla de l'antic cònsol de Gènova i de Caterina de Montserrat i Rufet i, per tant, neboda d'Oleguer Montserrat i Rufet, qui en aquell moment ostentava el càrrec de conseller de l'Audiència i que posteriorment seria nomenat bisbe de la Seu d'Urgell, i neta de Pere Montserrat i Rufet, heroi de la Guerra dels segadors i prior de la cúria del veguer. La relació amb Oleguer li comportaria grans beneficis a Francesc Ametller, ja que l'aliança matrimonial amb els Montserrat permetria a Ametller ingressar a la Reial Audiència i a diferents tribunals, posant el contrapunt als seus humils orígens rurals.
Les capitulacions matrimonials daten del 12 de desembre de 1681, i presenten la curiositat d'estar signades amb posterioritat a la cerimònia matrimonial. Aquestes, eren un clar propòsit d'intencions de l'oncle de la núvia, ja que en ells es pactava la cessió en vida dels béns de la família a la seva neboda assegurant-ne el futur econòmic, tant d'ella com de la seva família. L'aportació de Francesc, 2.500 lliures, també indica l'alt nivell socioeconòmic que havia adquirit.
El matrimoni tingué dos fills, Oleguer d'Ametller i Pescio que fou assessor de l'últim veguer de Barcelona, regidor de Barcelona, i alcalde major de la jurisdicció criminal i Bonaventura Ametller i Pescio.
Raimunda mori el 1684, i tres anys després ho feu el seu pare. Aquests fets, però, no impediren les excel·lents relacions de Francesc amb la família Montserrat. El 1686, va contreure matrimoni en segones noces amb Esperança Finestres i Solanes, membre d'una família benestant de l'Urgell. El matrimoni tingué dos fills, Maria Esperança Ametller i Finestres i Pau Francesc Ametller i Finestres, que morí d'infant. Nou anys després, Maria Esperança també morí fent testament a Sabadell, ja que la família es trobava residint a Castellar del Vallès, al mas dels Ametller.
La tercera i darrera esposa de Francesc fou Matilde Muntaner i Orlau amb qui tingué quatre fills: Josep Ametller i Muntaner, que prosperà dins l'administració borbònica i fou magistrat de l'Audiència, Antoni Ametller i Muntaner que fou abat del Monestir de Sant Pere de Besalú i membre de la Reial Acadèmia de les Bones Lletres, Rosalia Ametller que morí fadrina, i Francesc Ametller i Muntaner, ardiaca de Vila-seca i darrer descendent directe de Francesc, amb l'excepció de la descendència directe de la seva filla Maria.

### Causa filipista
En la primera etapa del regnat de Felip V, que acaba amb el capgirament dinàstic de 1705 en favor de l'arxiduc Carles, Francesc no es mostra com un defensor de la causa filipista entre els membres de l'Audiència. Als nostres dies han arribat informes demanats pel virrei Velasco que volia saber quins membres de l'Audiència donaven suport a la seva política repressiva en nom del filipisme, i quins membres li eren fidels. L'informe definia a Ametller com un «bon ministre i bon subjecte», però que no formava part del nucli dur filipista. El 1704, Ametller fou nomenat regent de l'Audiència de Mallorca, començant a exercir el càrrec l'abril de 1705. Per tant, Ametller, en contra del que apunten algunes hipòtesi, no va fugir amb el virrei Velasco després del capgirament, sinó que ni tan sols estava a la ciutat de Barcelona. Per contra, seria protagonista en el capgirament promogut pel partit austriacista que triomfaria a Mallorca. És en aquest moment que Ametller, comença a ser vist clarament com un filipista. Concretament, en un dels pamflets editats pels partidaris de l'arxiduc assegurava a Mallorca que «a pesar de Portillo (Bisbe franciscà de l'illa) i Ametller (en aquell moment regent), regnarà Carles III» considerant a ambdós com els màxims representants del partit filipista a l'illa.

### Presa austriacista de Mallorca
La Presa austriacista de Mallorca, succeeix el 27 de setembre de 1706. Tres dies abans, el 24 de setembre, la flota anglo-holandesa de l'almirall Leake havia estat detectada a Palma. Les autoritats filipistes, amb Francesc Ametller entre ells, es refugiaren al Castell de l'Almudiana, essent atacats 4 vegades al llarg del dia 26, i capitulant la mateixa nit del 26. Dins la capitulació s'acceptà la mobilitat d'aquells que volguessin abandonar l'illa, permetent que s'enduguessin el valor de la venda dels seus béns mobles i immobles. Un vaixell amb destí a Almeria, portaria els primers exiliats de Mallorca entre ells Francesc Ametller.

### Sicilia
La fidelitat borbònica expressada per Ametller a Mallorca, tingué la seva recompensa i el juliol de 1707 és nomenat alcalde del crim de la Chancelleria borbònica de València i fou nomenat consultor del Virrei de Sícilia. En aquest sentit, Ametller primer va servir al Marquès de Bedmar, però aquest de seguida fou substituït pel Marquès de los Balbases. La seva estada a Sicília, pràcticament va durar fins que el 1713, i a conseqüència del Tractat d'Utrecht, els borbons lliuraven Sicília al duc de Savoia.
L'estada a Sicília tampoc fou exempta de perill. Itàlia havia quedat esquitxada per la Guerra de Successió i a més a més l'illa resultava un important punt estratègic de la Mediterrània. L'illa estava regentada per un Virrei assessorat pel Sacre Reglio Conseglio, òrgan col·legiat hereu de la Cúria medieval, formada per alts funcionaris nomenats pel rei amb l'ajuda del Consell d'Itàlia. Els tres càrrecs més importants eren el de conservador del Reial Patrimoni, el jutge de la monarquia i el consultor. Aquest darrer càrrec fou designat a Francesc Ametller. El càrrec suposava que Ametller, assessorava al Virrei en totes les matèries de caràcter jurídic. Aquesta missió, li va permetre anar augmentant de forma progressiva poder fins a arribar a ser un dels principals consellers del virrei i un instrument de control dels tribunals del regne. La seva influència sobre el virrei va ser tal, que li va permetre inserir-se dins la seva xarxa de contactes amb altres membres de l'administració borbònica, entre ells el príncep Pio de Savoia que a la llarga tingué un paper predominat en la conquesta de Catalunya. El 1710, el virrei proposa a Ametller com a regent espanyol del regne de Sicília al Consell d'Itàlia, sent nomenat pel rei el 1711, tot i que per diverses raons no va prendre possessió del càrrec, a Madrid, fins al 24 de març de 1713. D'aquesta manera Ametller assolia una plaça de jurista al Consell d'Itàlia, un honor escassament reservat a persones amb orígens catalans.

### Messina
La història de la ciutat de Messina va suposar per a Francesc Ametller, una font d'inspiració pel redactat dels Decrets de Nova Planta i les polítiques repressives contra Catalunya, i Barcelona en particular, un cop acabada la guerra de Successió. Messina es va declarar en rebel·lia el 1674 contra Carles II i es va lliurar a Lluís XIV, el que va comportar el 1678 la pèrdua dels seus privilegis i institucions per delicte de lesa magestad. Amb l'arribada de Felip V, net de Lluis XIV, Messina va córrer a abraçar-se al nou monarca cercant el perdó. En part en agraïment, en part pel seu valor estratègic en l'arc mediterrani, el monarca va retornar a la ciutat el 1707 el títol de fidelíssima, va permetre el retorn dels messinesos a les institucions locals, i el retorn dels béns segrestats als exiliats.
El 1708 es produí un avalot austriacista a Palerm. Una vegada aturat i aplicades les polítiques repressives corresponents contra els insurgents, els alts càrrecs filipistes, amb Ametller entre ells, decidiren traslladar la cort del Virrei a Messina. Ametller, que havia patit danys en els seus béns durant l'avalot, restaria a la ciutat durant més de quatre anys, fins a la firma del Tractat d'Utrecht. A Messina és on es forjaria l'amistat entre Ametller i el Marquès de Castel-Rodrigo. Ametller també aprofitaria l'estada a la ciutat, per emparentar la seva filla Maria Esperança amb el baró de Sicaminò Grappida donant lloc a una important nissaga sota els títols de ducat de Gualtieri i marquesat de Castània. A més a més, Ametller seguí estant relacionat amb la família Pesso i Spinola de la seva primera esposa, d'origen genovès i noble del regne de Sicília, que li permeteren gaudir d'una situació privilegiada a l'illa que anava més enllà de la seva posició social com a consultor del Virrei.
Durant la seva llarga estada a la ciutat, Ametller va adquirir un profund coneixement dels canvis institucionals produïts a la ciutat després de 1678. Ametller, feu una llarga anàlisi del model repressiu implantat així com de la seva base legal relacionada amb delicte de ‘‘Lesa Magestad'’, un model que va influir en la seva visió de poder absolutista. Val a dir, que aquest model ja s'havia provat amb la ciutat de Solsona per part de Felip IV sota la mateixa argumentació jurídica.

### Invasió de Catalunya
El març de 1713, Ametller es trobava a Madrid exercint el seu càrrec en el ja moribund Consell d'Itàlia, que poc després seria abolit pel Tractat d'Utrecht. Segons apunten alguns historiadors, Ametller exercia en realitat d'assessor jurídic dels comandaments militars borbònics encarregats d'atacar Catalunya. La seva elecció, segons els historiadors es degué per diversos motius. Per un cantó, era un magistrat d'origen català i fidel a la causa filipista i per altra banda mantenia contacte i bona relació amb els caps de l'operació militar, el marquès de Bedmar i sobretot el marquès de Castel-Rodrigo. De mica en mica, Ametller es va anar introduint en les reunions de la campanya, primer en territori aragonès i, posteriorment, ja en territori català. Paral·lelament, a la seva participació en la campanya militar, l'1 de maig de 1714, Ametller fou nomenat membre del Consell de Castella. Aquest fet, va provocar el dubte a Ametller, que va consultar si havia de retornar a Madrid a posar-se al servei de la cort, o havia de seguir en territori català. La resposta fou que es mantingués a Catalunya, cosa que sembla demostrar l'interès de les autoritats borbòniques perquè exercís a Catalunya un cop acabada la guerra.

### Caiguda de Barcelona
L'entrada de les tropes borbòniques l'11 de setembre de 1714 a la ciutat de Barcelona, suposa l'inici d'una llarga etapa d'interinitat política. El principal òrgan de govern fou la Real junta superior de justicia y gobierno creada pel duc de Berwick, el 15 de setembre de 1714, fins i tot abans de la caiguda de Cardona. Entre els diferents magistrats que componien aquesta junta es trobava Francesc Ametller.
Ametller, va defensar que el Tribunal del Breu Apostòlic, del qual fou membre destacat, es mantingués amb l'administració filipista. El va exercir el bisbe de Girona Joan Miquel Taverner essent Ametller consultor jurídic. Aquest tribunal, fou una important repressora de l'estament eclesiàstic els quals foren assenyalats per l'administració borbònica com a incitadors de la rebel·lió i resistència austriacista al principat.

### Decret de Nova Planta
El poder que de mica en mica anà acumulant Ametller li permetré rebre l'encàrrec del Consell de Castella, d'elaborar la ponència del Decret de Nova Planta conjuntament amb José Patiño Rosales. Els documents ens mostren que l'antecedent de Messina va influir en la justificació jurídica de la ponència. En aquest sentit, l'esborrany del decret era molt més radical que l'articulat final, i usava com a justificació de la supressió del sistema institucional foral, el delicte de lesa magestad i el dret a conquesta en una guerra justa. Val a dir, però, que Ametller fou un ferm defensor que es preservés el dret català i el seu dictamen fou decisiu perquè així fos, a diferència del que havia succeït amb el dret aragonès i el valencià. També estigué activament implicat en la redacció del decret de Mallorca.

### Més enllà de 1714
Alguns documents mostren com Ametller, actuava a Catalunya amb poders concedits per Melchor de Macanaz, fiscal general del Consell de Castella. De fet, els historiadors consideren que Ametller va aplicar la política que dictava Macanaz. El 7 de febrer de 1715, Macanaz fou destituït del seu càrrec a conseqüència de les seves polítiques reformistes. Aquest fet li va proporcionar un gran nombre d'enemics dins l'estructura de l'estat. Aquesta caiguda afectà Ametller, el seu home de confiança a Catalunya, que passà a formar part del Consell de Guerra, ja que la reforma del suprem de Castella havia reduït el nombre de consellers, cessant aquells que eren més novells. Afortunadament per Ametller, l'home fort en aquest consell era el marquès de Castel-Rodrigo amb qui mantenia una excel·lent relació des de l'època de Sicília. A més a més, el marquès havia estat nomenat el 1715 Capità General de Catalunya, succeint el Duc de Berwick (que va romandre a Barcelona fins a l'octubre de 1714) i el príncep de Tserclaes i Tilly que ocupà el càrrec fins a l'agost de 1715. Tots els canvis, però, no van afectar l'activitat d'Ametller i seguí sent la d'aplicar les polítiques de Castella a Catalunya, tasca que realitzà residint a Barcelona fins a finals de 1717.
Ametller també fou l'autor material de la Real Cédula de Dotació de Barcelona del 16 de setembre de 1718, signada i atribuïda a José Rodrigo. Els darrers anys de la seva vida, Ametller es traslladaria a Madrid, on moriria el 9 d'octubre de 1726.